# Carebara
Carebara is een geslacht van mieren uit de onderfamilie Myrmicinae. De wetenschappelijke naam werd in 1840 gepubliceerd door John Obadiah Westwood, die ook de typesoort beschreef, Carebara lignata.
De soorten uit dit geslacht komen voor in de tropen en in het Afrotropisch gebied. Er zijn meer dan 170 Carebara-soorten gekend.

## Soorten
- C. aborensis (Wheeler, W.M., 1913)
- C. abuhurayri Sharaf & Aldawood, 2011
- C. acuta (Weber, 1952)
- C. acutispina (Xu, 2003)
- C. afghana (Pisarski, 1970)
- C. africana (Forel, 1910)
- C. alperti Fernández, 2010
- C. alpha (Forel, 1905)
- C. altinoda (Xu, 2003)
- C. alluaudi (Santschi, 1913)
- C. amia (Forel, 1913)
- C. ampla Santschi, 1912
- C. angolensis (Santschi, 1914)
- C. angulata Fernández, 2004
- C. anophthalma (Emery, 1906)
- C. arabara Fernández, 2010
- C. arabica (Collingwood & van Harten, 2001)
- C. armata (Donisthorpe, 1948)
- C. arnoldi (Forel, 1913)
- C. arnoldiella (Santschi, 1919)
- C. asina (Forel, 1902)
- C. atoma (Emery, 1900)
- C. audita Fernández, 2004
- C. bartrumi Weber, 1943
- C. bengalensis (Forel, 1902)
- C. beta (Forel, 1905)
- C. bicarinata Santschi, 1912
- C. bihornata (Xu, 2003)
- C. borealis (Terayama, 1996)
- C. bouvardi (Santschi, 1913)
- C. brasiliana Fernández, 2004
- C. brevipilosa Fernández, 2004
- C. bruchi (Santschi, 1933)
- C. bruni (Forel, 1913)
- C. butteli (Forel, 1913)
- C. capreola (Wheeler, W.M., 1927)
- C. castanea Smith, F., 1858
- C. coeca Fernández, 2004
- C. concinna (Mayr, 1867)
- C. convexa (Weber, 1950)
- C. coqueta Fernández, 2006
- C. cornigera (Forel, 1902)
- C. crassiuscula (Emery, 1900)
- C. cribriceps (Wheeler, W.M., 1927)
- C. crigensis (Belshaw & Bolton, 1994)
- C. curvispina (Xu, 2003)
- C. debilis (Santschi, 1913)
- C. deponens (Walker, 1859)
- C. diabola (Santschi, 1913)
- C. diabolica (Baroni Urbani, 1969)
- C. distincta (Bolton & Belshaw, 1993)
- C. donisthorpei (Weber, 1950)
- C. elmenteitae (Patrizi, 1948)
- C. elongata Fernández, 2004
- C. erythraea (Emery, 1915)
- C. escherichi (Forel, 1911)
- C. frontalis (Weber, 1950)
- C. globularia Fernández, 2004
- C. grandidieri (Forel, 1891)
- C. guineana Fernández, 2006
- C. hannya (Terayama, 1996)
- C. hunanensis (Wu & Wang, 1995)
- C. inca Fernández, 2004
- C. incerta (Santschi, 1919)
- C. incierta Fernández, 2004
- C. infima (Santschi, 1913)
- C. intermedia Fernández, 2004
- C. jacobsoni (Forel, 1911)
- C. jeanneli (Santschi, 1913)
- C. jiangxiensis (Wu & Wang, 1995)
- C. junodi Forel, 1904
- C. khamiensis (Arnold, 1952)
- C. kofana Fernández, 2004
- C. lamellifrons (Forel, 1902)
- C. langi Wheeler, W.M., 1922
- C. latro (Santschi, 1937)
- C. leei (Forel, 1902)
- C. lignata Westwood, 1840
- C. longiceps (Santschi, 1929)
- C. longii (Wheeler, W.M., 1903)
- C. lucida (Santschi, 1917)
- C. lusciosa (Wheeler, W.M., 1928)
- C. majeri Fernández, 2004
- C. manni (Donisthorpe, 1941)
- C. mayri (Forel, 1901)
- C. menozzii (Ettershank, 1966)
- C. minima (Emery, 1900)
- C. minuta Fernández, 2004
- C. mjobergi (Forel, 1915)
- C. nana (Santschi, 1919)
- C. nayana (Sheela & Narendran, 1997)
- C. norfolkensis (Donisthorpe, 1941)

- C. nosindambo (Forel, 1891)
- C. nuda Fernández, 2004
- C. obtusidenta (Xu, 2003)
- C. octata (Bolton & Belshaw, 1993)
- C. oertzeni (Forel, 1886)
- C. oni (Terayama, 1996)
- C. osborni Wheeler, W.M., 1922
- C. overbecki (Viehmeyer, 1916)
- C. paeta (Santschi, 1937)
- C. panamensis (Wheeler, W.M., 1925)
- C. patrizii Menozzi, 1927
- C. paya Fernández, 2004
- C. perpusilla (Emery, 1895)
- C. peruviana (Emery, 1906)
- C. petulca (Wheeler, W.M., 1922)
- C. pilosa Fernández, 2004
- C. pisinna (Bolton & Belshaw, 1993)
- C. polita (Santschi, 1914)
- C. polyphemus (Wheeler, W.M., 1928)
- C. pseudolusciosa (Wu & Wang, 1995)
- C. punctata (Karavaiev, 1931)
- C. qianliyan Terayama, 2009
- C. raja (Forel, 1902)
- C. rara (Bolton & Belshaw, 1993)
- C. rectidorsa (Xu, 2003)
- C. reina Fernández, 2004
- C. reticapita (Xu, 2003)
- C. reticulata Fernández, 2004
- C. robertsoni (Bolton & Belshaw, 1993)
- C. rothneyi (Forel, 1902)
- C. rugata (Forel, 1913)
- C. sangi (Eguchi & Bui, 2007)
- C. santschii (Weber, 1943)
- C. sarasinorum (Emery, 1901)
- C. sarita (Bolton & Belshaw, 1993)
- C. satana (Karavaiev, 1935)
- C. sauteri (Forel, 1912)
- C. semilaevis (Mayr, 1901)
- C. sicheli Mayr, 1862
- C. silvestrii (Santschi, 1914)
- C. simalurensis (Forel, 1915)
- C. similis (Mayr, 1862)
- C. sodalis (Emery, 1914)
- C. stenoptera (Kusnezov, 1952)
- C. striata (Xu, 2003)
- C. sublatro (Forel, 1913)
- C. subreptor (Emery, 1900)
- C. sudanensis (Weber, 1943)
- C. sudanica Santschi, 1933
- C. sundaica (Forel, 1913)
- C. tahitiensis (Wheeler, W.M., 1936)
- C. taiponica (Wheeler, W.M., 1928)
- C. taprobanae (Forel, 1911)
- C. tenua Fernández, 2004
- C. termitolestes (Wheeler, W.M., 1918)
- C. thoracica (Weber, 1950)
- C. traegaordhi (Santschi, 1914)
- C. ugandana (Santschi, 1923)
- C. urichi (Wheeler, W.M., 1922)
- C. vidua Smith, F., 1858
- C. viehmeyeri (Mann, 1919)
- C. villiersi (Bernard, 1953)
- C. voeltzkowi (Forel, 1907)
- C. vorax (Santschi, 1914)
- C. weyeri (Karavaiev, 1930)
- C. wheeleri (Ettershank, 1966)
- C. wroughtonii (Forel, 1902)
- C. yamatonis (Terayama, 1996)